# Chaker Zouaghi
Chaker Zouaghi (arabe : شاكر الزواغي), né le 10 janvier 1985 à Béja, est un footballeur international tunisien.
Son frère Kais Zouaghi était lui aussi footballeur professionnel, reconverti en joueur de futsal.

## Biographie

### Clubs
Chaker Zouaghi est diplômé de l'Olympique de Béja, mais il n'apparaît que dans l'équipe des jeunes, avant de devenir un joueur de l'Étoile sportive du Sahel.
En 2004, il fait ses débuts sous les couleurs de la Ligue tunisienne. Durant sa première saison, il remporte la deuxième place du championnat et atteint la finale de la Ligue des champions de la CAF. En 2005, il est vice-champion de Tunisie.
Début 2006, il rejoint le Lokomotiv Moscou, où il fait ses débuts en championnat le 9 avril 2006, lors du derby contre le FK Spartak Moscou, puis marque le premier but d'un match remporté sur le score de 3-1 contre l'Amkar Perm ; le Lokomotiv termine à la troisième place du championnat. En 2007, il ne joue qu'un match et aucun en 2008.
En 2009, il retourne en Tunisie, ralliant l'Étoile sportive du Sahel où il joue pendant une saison, avant de rejoindre le FC Zurich. En 2012, il revient dans son pays pour intégrer l'Espérance sportive de Tunis. En 2014, il part pour jouer en Ouzbékistan.

### Équipe nationale
Zouaghi joue dans l'équipe tunisienne des moins de 20 ans, et fait ses débuts en 2006 avec l'équipe A.
En 2008, Roger Lemerre le retient pour intégrer l'équipe lors de la coupe d'Afrique des nations 2008.
Il joue un match face au Burkina Faso comptant pour les tours préliminaires de la coupe du monde 2010.
Avec l'équipe de Tunisie, il joue un total de quatorze matchs et inscrit un but entre 2006 et 2008.

## Palmarès

### Étoile sportive du Sahel
- Coupe de la Ligue (1) : 2005
- Coupe d'Afrique des vainqueurs de coupe (1) : 2003

### Lokomotiv Moscou
- Coupe de Russie (1) : 2007

### Espérance sportive de Tunis
- Championnat de Tunisie (1) : 2012